# Linton Hall
Linton Hall ist ein CDP (Zensusort) im Prince William County im Norden des US-Bundesstaates Virginia. Der Ort hat eine Fläche von 32,96 km² und 41.754 Einwohner.

## Geschichte
Die Stadt ist nach der Linton Hall Military School (heute Linton Hall School) benannt, einer Schule, die von Benediktinerinnen auf dem Gelände der ehemaligen Linton’s Ford Plantation gegründet wurde. Linton’s Ford wurde von Schwester Mary Baptista, John Lintons Tochter, geerbt. Nach ihrem Tod erbte der Benediktinerorden das Land, um arme Jungen und Mädchen zu erziehen. Das Benediktinerkloster ist bis heute Teil der Schule. Im Laufe des letzten Jahrhunderts verkauften die Benediktinerinnen den größten Teil des Schulgrundstücks, hauptsächlich an Immobilienentwickler, die die Unterteilung Braemar schufen, eine Reihe von gehobenen Wohnsiedlungen mit einer großen Hausbesitzervereinigung.
Der Friedhof der Familie Linton befindet sich in der Unterteilung Braemar. Diese Ruhestätte wurde 2006 vom Prince William County Archaeologist, der Prince William County Historical Society und dem County Arborist auf eine mögliche Restaurierung untersucht. Während es die Absicht der Nonnen in Linton Hall war, das Eigentum an dem Friedhof zu behalten, wurde festgestellt, dass der Friedhof aufgrund des Verlustes von Landaufzeichnungen für diesen Raum während des Bürgerkriegs (der dem Brand des Brentsville Courthouse zugeschrieben wird) in keinem Besitz war und bis heute in diesem Status bleibt.

## Bevölkerung
Die Bevölkerung Linton Halls hatte 2020 ein Durchschnittsalter von 31,7 Jahren, eine Frauenquote von 50,3 % und dementsprechend eine Männerquote von 48,7 %. Die Bevölkerungsdichte betrug 1267 Einwohner pro Quadratkilometer. Das jährliche Bevölkerungswachstum zwischen 2020 und 2021 lag bei 1,6 %.
Im Jahr 2000 lebten nach einer Volkszählung in Linton Hall erst 8620 Menschen, verteilt auf 2733 Haushalte und 2347 Familien. Die Bevölkerungsdichte betrug 402,9 Einwohner pro Quadratkilometer. Es gab 2851 Wohneinheiten mit einer durchschnittlichen Dichte von 133,3 Einheiten pro Quadratkilometer. In 57,3 % der 2733 Haushalte lebten Kinder unter 18 Jahren, in 78,7 % leben verheiratete Ehepaare und 14,1 % der Haushalte waren keine familiären Haushalte. 9,1 % der Haushalte bestanden aus Einzelpersonen; in 0,4 % aller Haushalte lebten Einzelpersonen im Alter von 65 Jahren oder mehr. Im Durchschnitt lebten in einem Haushalt 3,12 Personen; die durchschnittliche Familiengröße lag bei 3,34 Personen.
Die Bevölkerung bestand zu 35,4 % aus Minderjährigen, 4,4 % aus 18–24-Jährigen, 46,3 % aus 25–44-Jährigen, 12,1 % aus 45–64-Jährigen und 1,8 % aus Personen im Alter von mindestens 65 Jahren. Das Durchschnittsalter betrug 30 Jahre. Auf jeweils 100 Frauen entfielen 99,0 Männer. Bei den über 18-Jährigen entfielen auf 100 Frauen nur 96,1 Männer.
87,55 % der Bevölkerung waren Weiße, 6,69 % Afroamerikaner, 0,19 % amerikanische Ureinwohner, 2,65 % Asiaten, 0,13 % pazifische Insulaner, 1,08 % anderer Herkunft und 1,72 % Mischlinge. 3,98 % der Bevölkerung erklärten, Hispanos oder Latinos jeglicher Herkunft oder Abstammung zu sein.
Nach einer Schätzung aus dem Jahr 2007 betrug das jährliche Pro-Kopf-Einkommen 30.804 US-Dollar. Männer hatten ein Durchschnittseinkommen von 56.073 US-Dollar, Frauen eines von 38.771 US-Dollar. Das jährliche Durchschnittseinkommen eines Haushalts betrug 115.581 US-Dollar, das Durchschnittseinkommen einer Familien betrug 122.487 US-Dollar. 2,8 % der Bevölkerung und 1,9 % der Familien hatten ein Einkommen unterhalb der Armutsgrenze, davon waren 2,0 % der Minderjährigen und 18,0 % der Altersgruppe 65 Jahre und mehr betroffen.
Der durchschnittliche Arbeitsweg der Einwohner betrug zwischen 2005 und 2007 46,3 Minuten. Für die gesamten Vereinigten Staaten betrug er damals nur 25,1 Minuten. Diese Länge soll unter anderem durch Straßenbaustellen zur Unterstützung der neu gebauten Wohngebieten im Landkreis entstanden sein, so der Vorsitzende des Princ William Board of Country.